# Rafi’a
Rafi’a – wieś w Syrii, w muhafazie Aleppo, w dystrykcie Manbidż. W 2004 roku liczyła 497 mieszkańców.